# الکساندر یوتیچ
الکساندر یوتیچ (سیریلیک صربی: Aлекcaндap Jeвтић؛ زادهٔ ۳۰ مارس ۱۹۸۵) بازیکن فوتبال اهل صربستان است.
از باشگاه‌هایی که در آن بازی کرده‌است می‌توان به باشگاه فوتبال باته بوریسف، باشگاه فوتبال چوکاریچکی، باشگاه فوتبال زلجسنیکار، باشگاه فوتبال جیانگسو، باشگاه فوتبال ستاره سرخ بلگراد، باشگاه فوتبال لیائونینگ، باشگاه فوتبال یاگودینا، و باشگاه فوتبال بئوگراد اشاره کرد.
وی همچنین در تیم ملی فوتبال صربستان بازی کرده‌است.